# دهلران (گتوند)
روستای دهلران یکی از روستاهای واقع در بخش عقیلی از توابع شهرستان گتوند در استان خوزستان می‌باشد مردم این روستا بختیاری تبار هستند در سال 1314 بنیاد اولی آن بنا نهادشد مردم این به دامداری و کشاورزی مشغولند این روستا از جنوب به شهر شوشتر و از شرق به شهر مسجد سلیمان منتهی می‌شود.بیش از97درصد آن ازتیره ابوالحسنی منجزی می باشند